# Marie-Anne d'Autriche (1835-1840)
Marie Anne Caroline Pie Annonciade Jeanne Josèphe Gabrielle Thérèse Catherine Marguerite Philomène de Habsbourg-Lorraine, archiduchesse d'Autriche, princesse de Bohême et de Hongrie est la sœur cadette du futur empereur François-Joseph Ier d'Autriche.

## Biographie
La petite archiduchesse naît à Vienne le 27 octobre 1835, quelques mois après la mort de son grand-père l'empereur François Ier d'Autriche. Elle est l'unique fille de l'archiduc François-Charles d'Autriche et de la fameuse archiduchesse Sophie de Bavière. Elle reçoit son prénom en hommage à sa tante et marraine l'impératrice Marie-Anne née Marie-Anne Caroline Pie de Sardaigne. La famille la surnomme affectueusement « Ännchen ».
Née après trois fils qui assuraient la succession au trône impérial, François-Joseph, Ferdinand-Maximilien et Charles-Louis, elle était adorée par sa mère.
Enfant robuste, elle souffre dès sa première année de crises d'épilepsie qui l'affaiblissent de plus en plus, et que les médecins de la cour attribuent faussement et contre l'avis de l'archiduchesse Sophie à la poussée dentaire. 
La petite princesse succombe le 5 février 1840 à l'âge de 4 ans. Sa dépouille est inhumée auprès de celles de ses ancêtres dans la Crypte des Capucins, laissant l'archiduchesse Sophie inconsolable.

## Épilogue

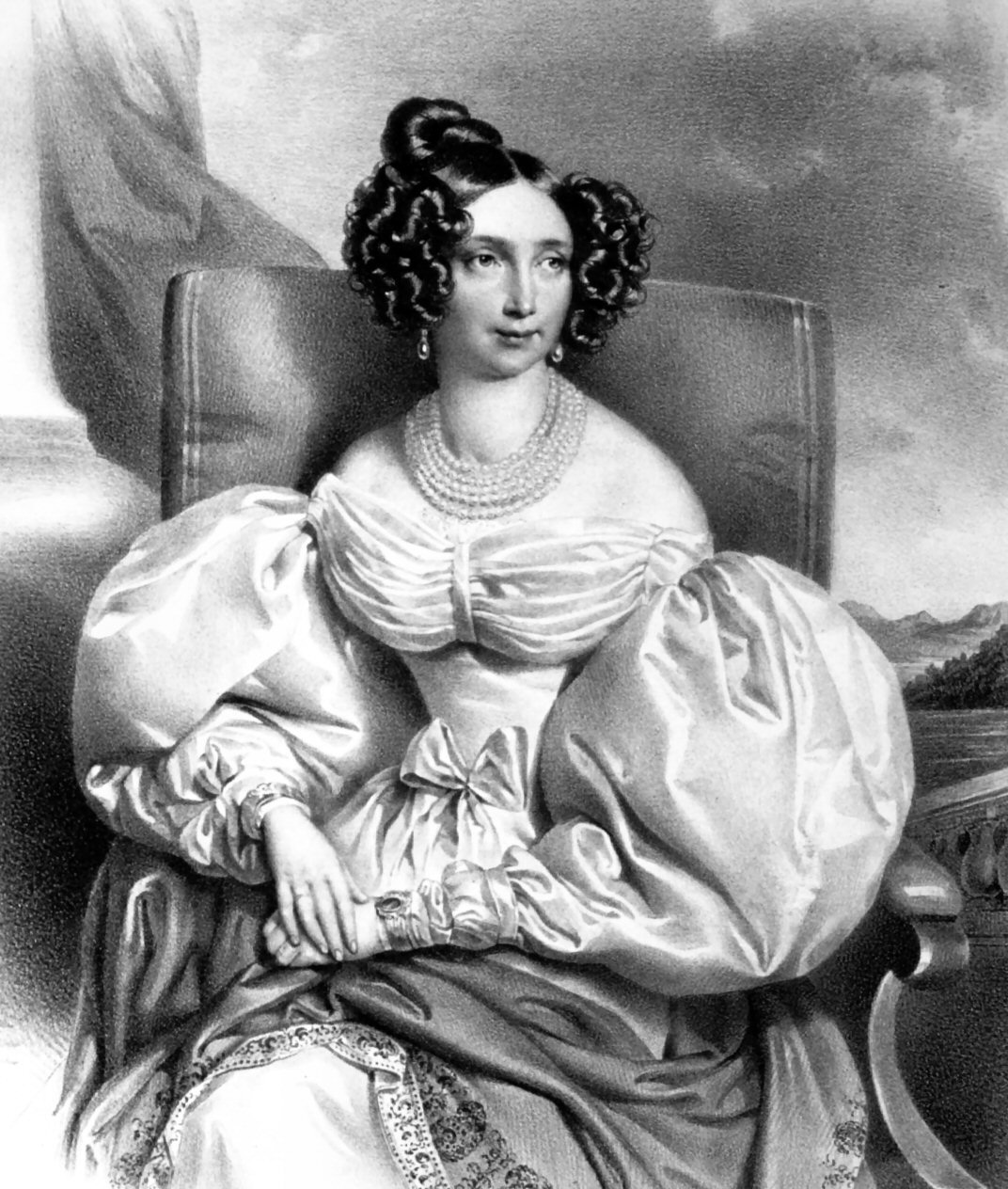
L'archiduchesse Sophie (vers 1835/1840)

La mort de cette enfant ranime dans le cœur de l'archiduchesse les souffrances qu'elle avait endurées lors de la mort de son neveu par alliance, le duc de Reichstadt, huit années auparavant.
Le 24 octobre de la même année, soit trois jours avant le cinquième anniversaire de la petite défunte, l'archiduchesse met au monde un fils mort-né. 
L'année suivante, l'archiduchesse perd sa mère, la reine douairière de Bavière Caroline de Bade, qui était sa confidente. Elle commence alors à écrire son journal. Peu après, elle met au monde son dernier enfant, l'archiduc Louis-Victor.
Meurtrie dans son cœur de mère, l'archiduchesse, que le chancelier Metternich surnommait "le seul homme de la famille", se consacra pleinement à la politique et à l'avenir de son fils aîné, l'archiduc François-Joseph, appelé à ceindre la couronne après son oncle l'empereur Ferdinand Ier d'Autriche. Pour ce faire, elle se rapprocha du chancelier Metternich qui, se méfiant de cette femme à la forte personnalité, l'avait privée du trône.
La Révolution de 1848 lui permit de réaliser ses ambitions tout en chassant le prince de Metternich du pouvoir.

## Sources
- (de) Cet article est partiellement ou en totalité issu de l’article de Wikipédia en allemand intitulé « Karolina von Österreich » (voir la liste des auteurs).

- (en) Cet article est partiellement ou en totalité issu de l’article de Wikipédia en anglais intitulé « archduchess Maria Anna of Austria (1835-1840) » (voir la liste des auteurs).